# Madagaszkári jégmadár
A madagaszkári jégmadár (Corythornis vintsioides) a madarak osztályának szalakótaalakúak (Coraciiformes) rendjébe és a jégmadárfélék (Alcedinidae) családjába tartozó faj.

## Rendszerezése
A fajt Joseph Fortuné Théodore Eydoux és Paul Gervais írta le 1836-ban, az Alcedo nembe Alcedo vintsioides néven. Egyes szervezetek jelenleg is ide  sorolják.

## Alfajai
- Corythornis vintsioides johannae (Meinertzhagen, 1924)
- Corythornis vintsioides vintsioides (Eydoux & Gervais, 1836)

## Előfordulása
Madagaszkár, a Comore-szigetek és Mayotte területén honos. Természetes élőhelyei a szubtrópusi és trópusi mangroveerdők, mocsarak, tavak, folyók és patakok környékén, valamint a tengerpartok, torkolatok és az árapály medencék.

## Megjelenése
Testhossza 13 centiméter, testtömege 16-22 gramm.
|  |  |

## Életmódja
Tápláléka kisebb halakból, békákból, tengeri és édesvízi rákokból, valamint vízi és szárazföldi rovarokból áll.

## Természetvédelmi helyzete
Az elterjedési területe nagyon nagy, egyedszáma pedig stabil. A Természetvédelmi Világszövetség Vörös listáján nem fenyegetett fajként szerepel.